# シャックルトン山脈
シャックルトン山脈（シャックルトンさんみゃく）は、南極にある山脈。南極横断山脈のウェッデル海の東側への延長上にある。ホームズ山の高さは1,875メートル (6,152 ft)に達する。スレッサー氷河とリカバリー氷河の間の東西方向の広がりは160キロメートル (99 mi)である。
1914年から1916年までイギリスの帝国南極横断探検隊（「シャックルトンの探検隊」とも）の隊長だったアーネスト・シャクルトンが名前の由来である。

## 調査
1956年にシャックルトン山脈の範囲の空気を調査した 連邦南極探検隊 (en,CTAE)は、1957年にシャックルトン山脈の西部の地表面の調査を行った。アメリカ海軍は、1967年にシャックルトン山脈の範囲の空を撮影した。1968年から1969年にかけてと1969年から1970年にかけて、イギリス南極調査機関 (en)はハリー基地(en)を拠点とし、 アメリカ海軍の飛行機C-130の支援を受け、さらなる地表面の調査を行った。